# A90 (Italië)
De A90 of Grande Raccordo Anulare (GRA)(grote ringvormige verbindingsweg) is een autosnelweg in Italië. Het is de ringweg rond de hoofdstad Rome. De A90 is geheel uitgevoerd als autosnelweg en heeft 33 afritten, die starten bij Aurelia en kloksgewijs volgen.

## Foto's

Alternatief logo van de A90 in lettertype met afkorting GRA (Grande Raccordo Anulare)
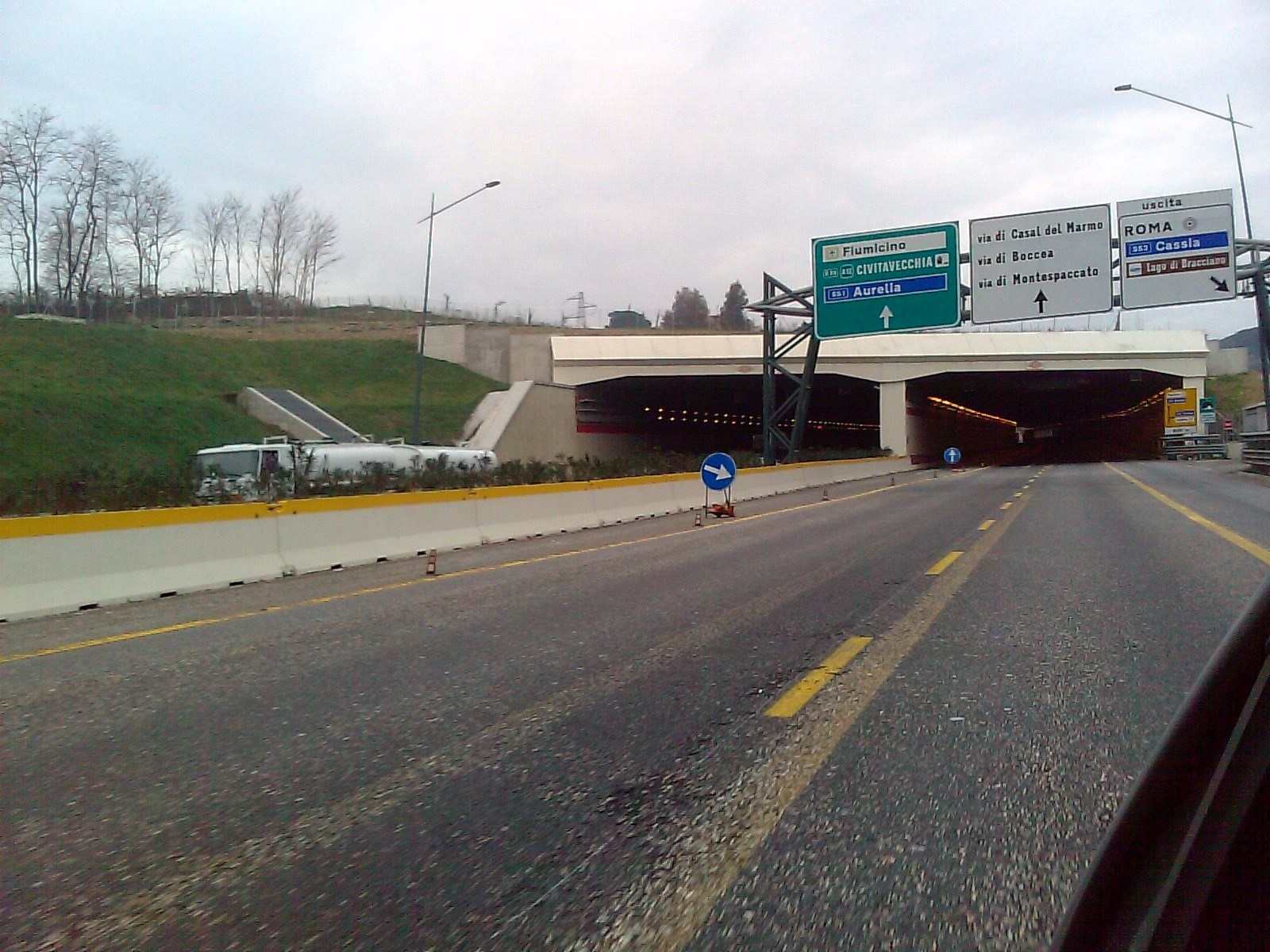
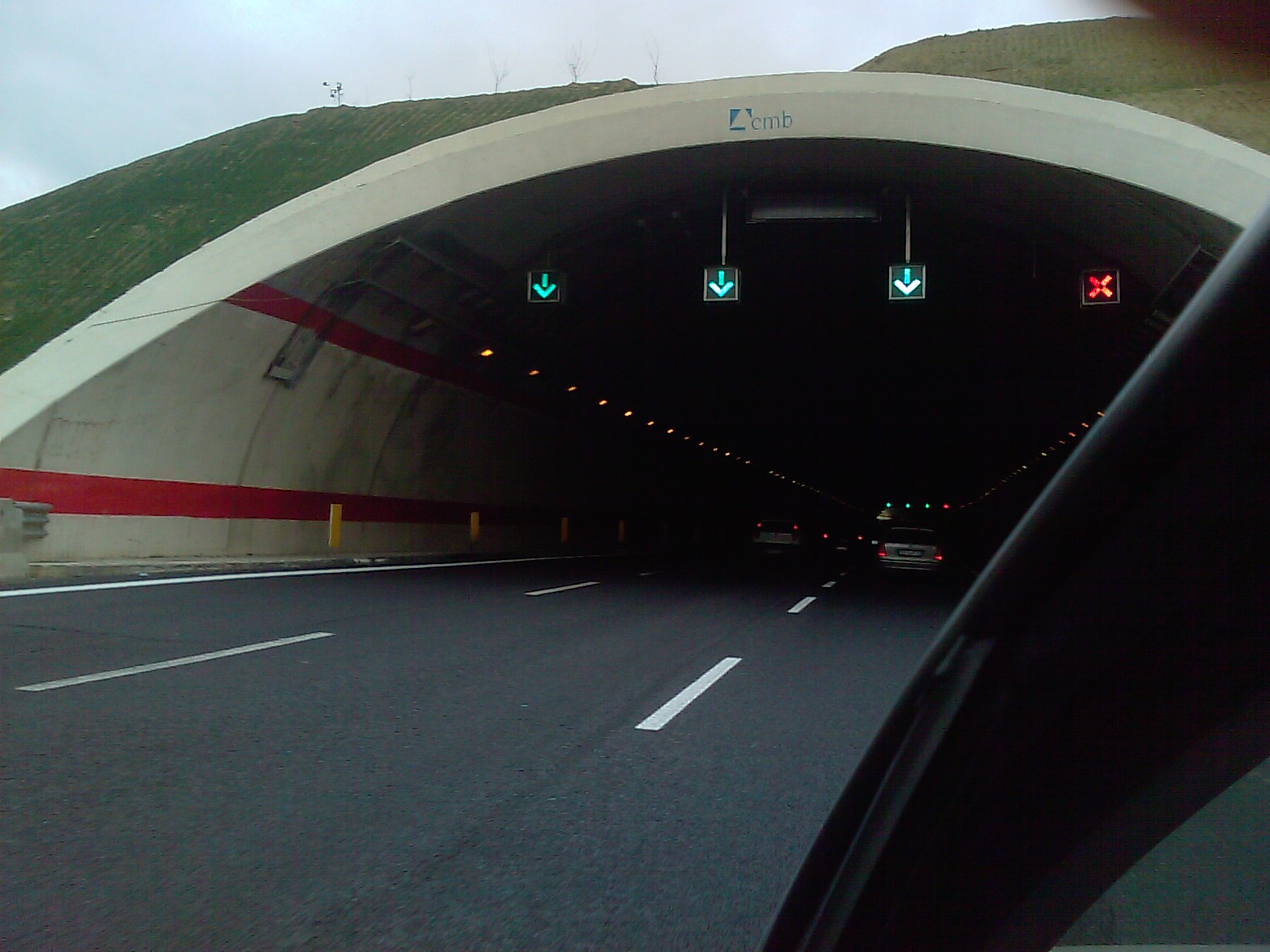
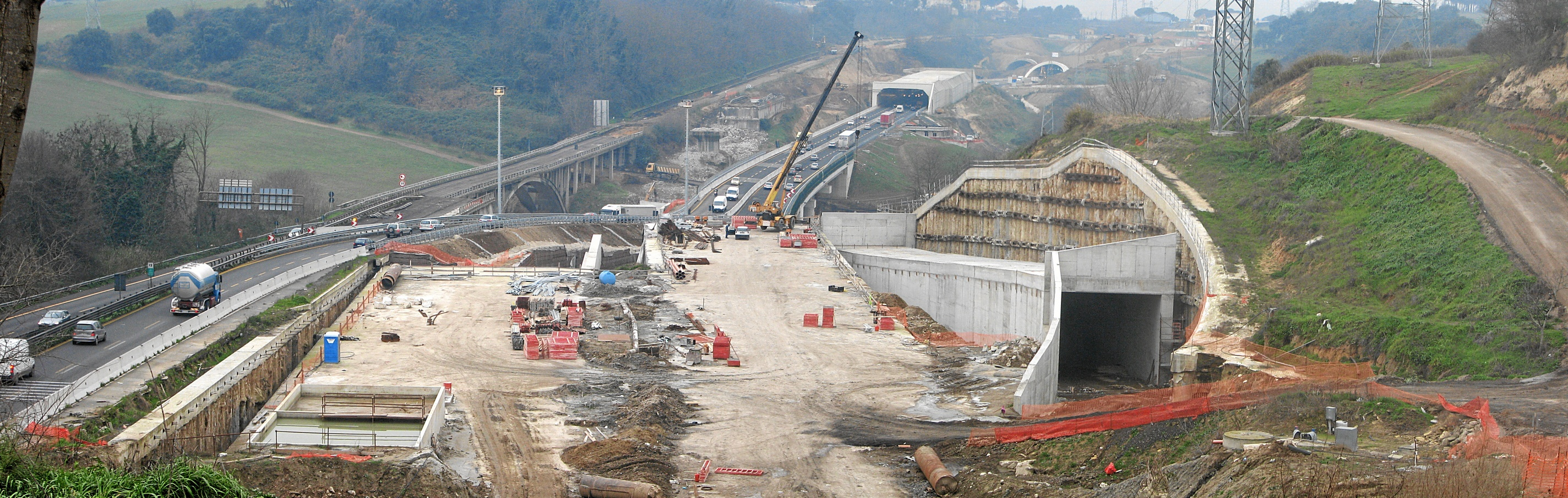
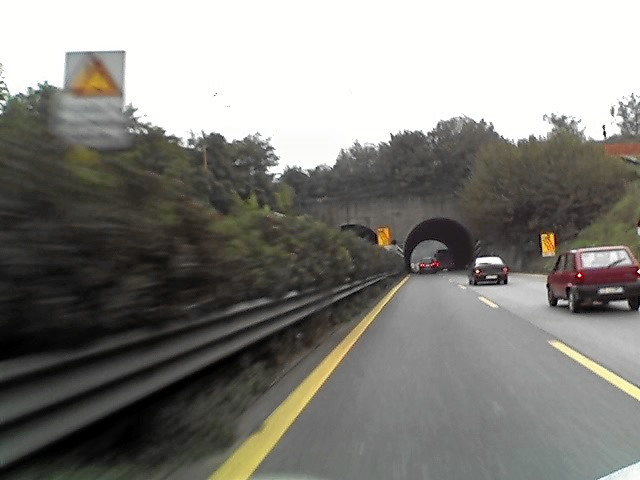
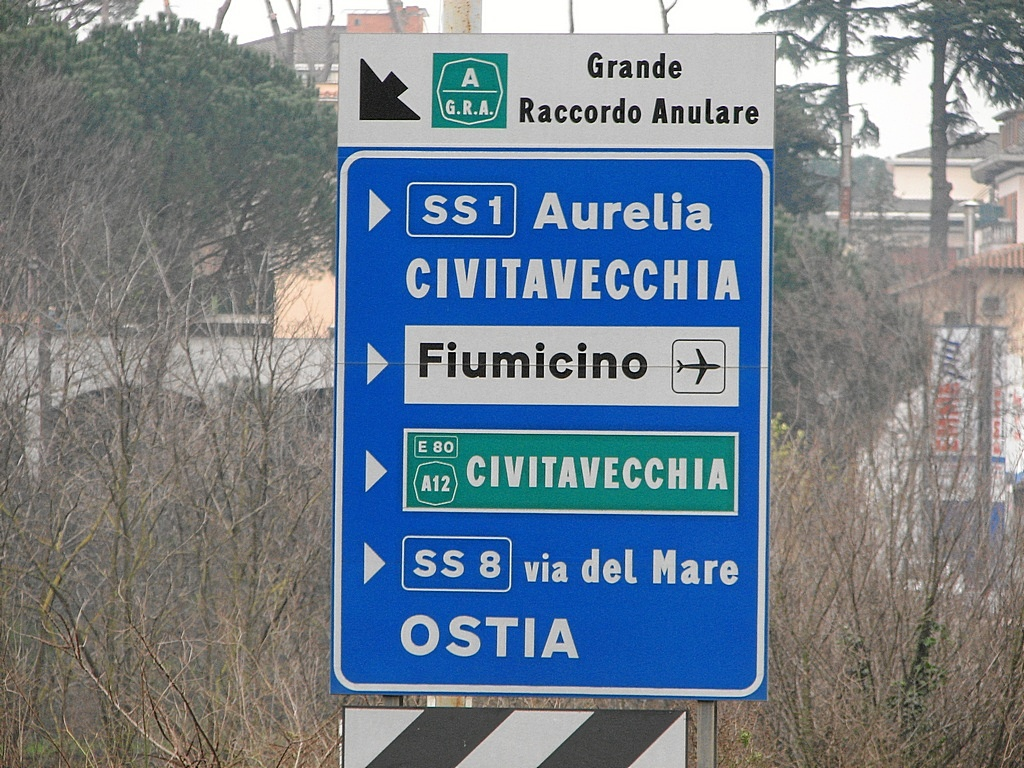
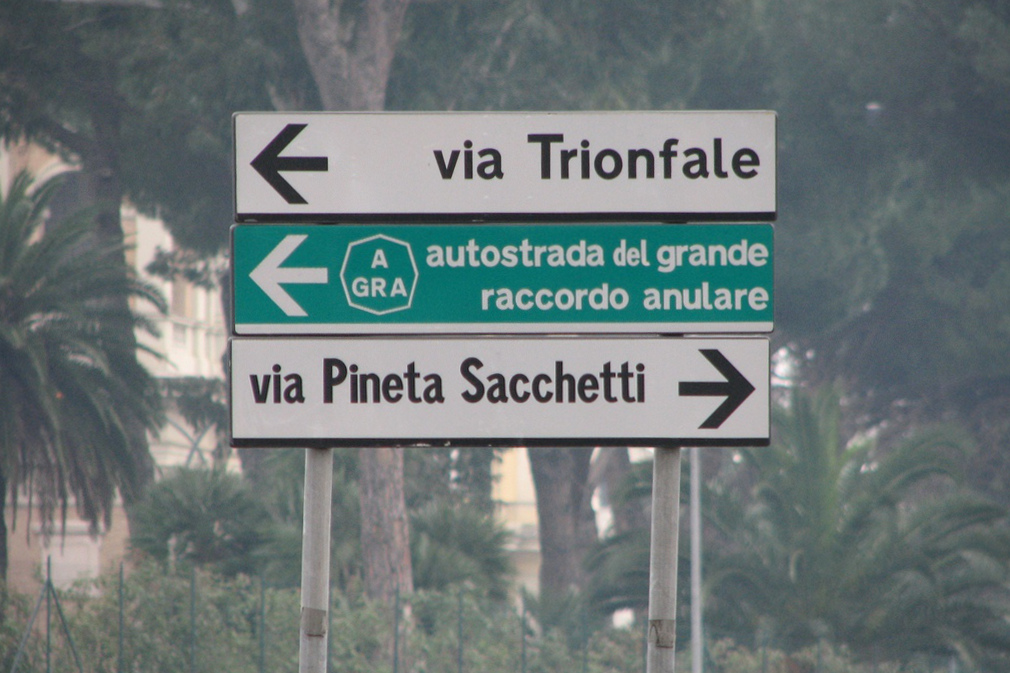
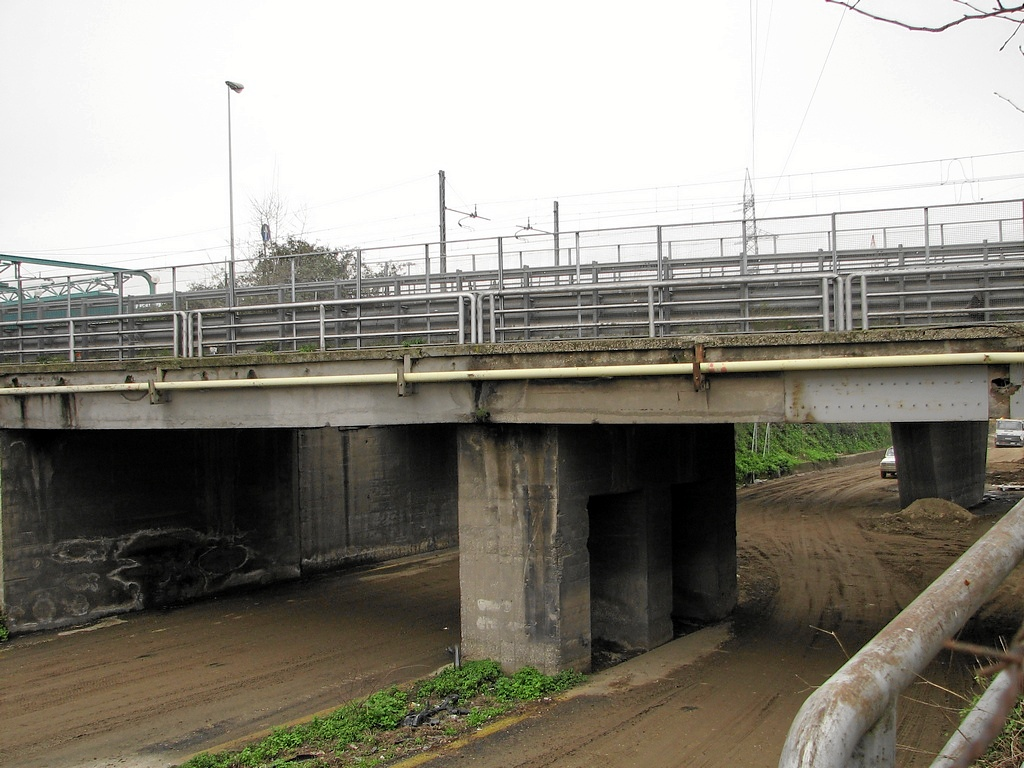
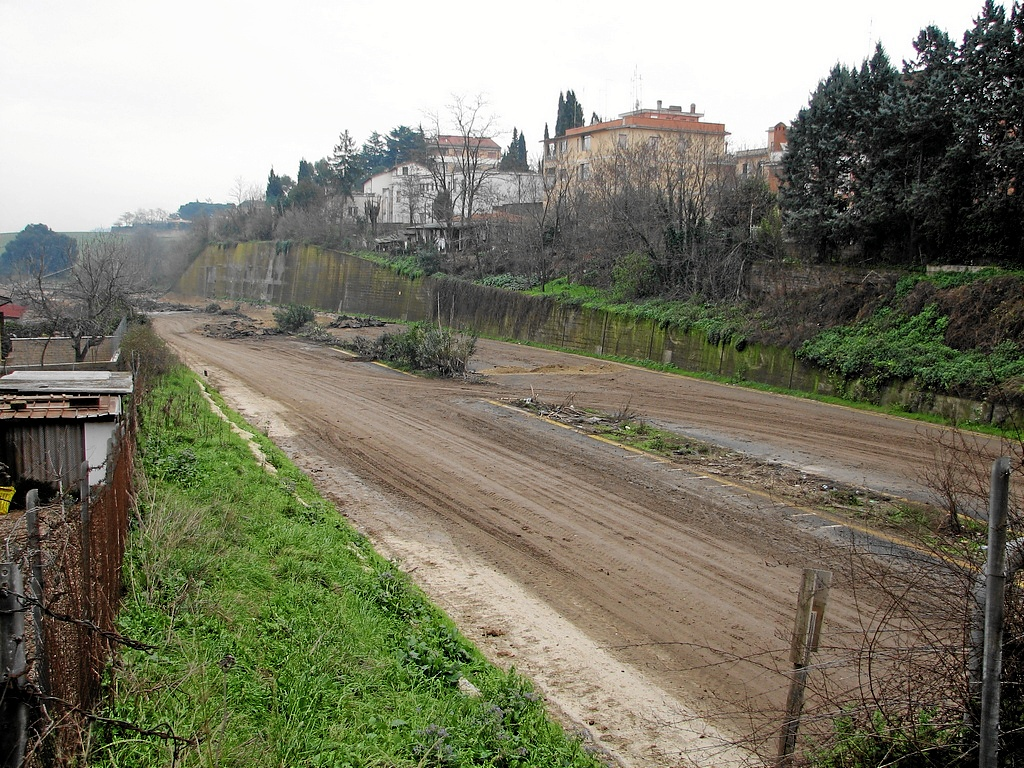
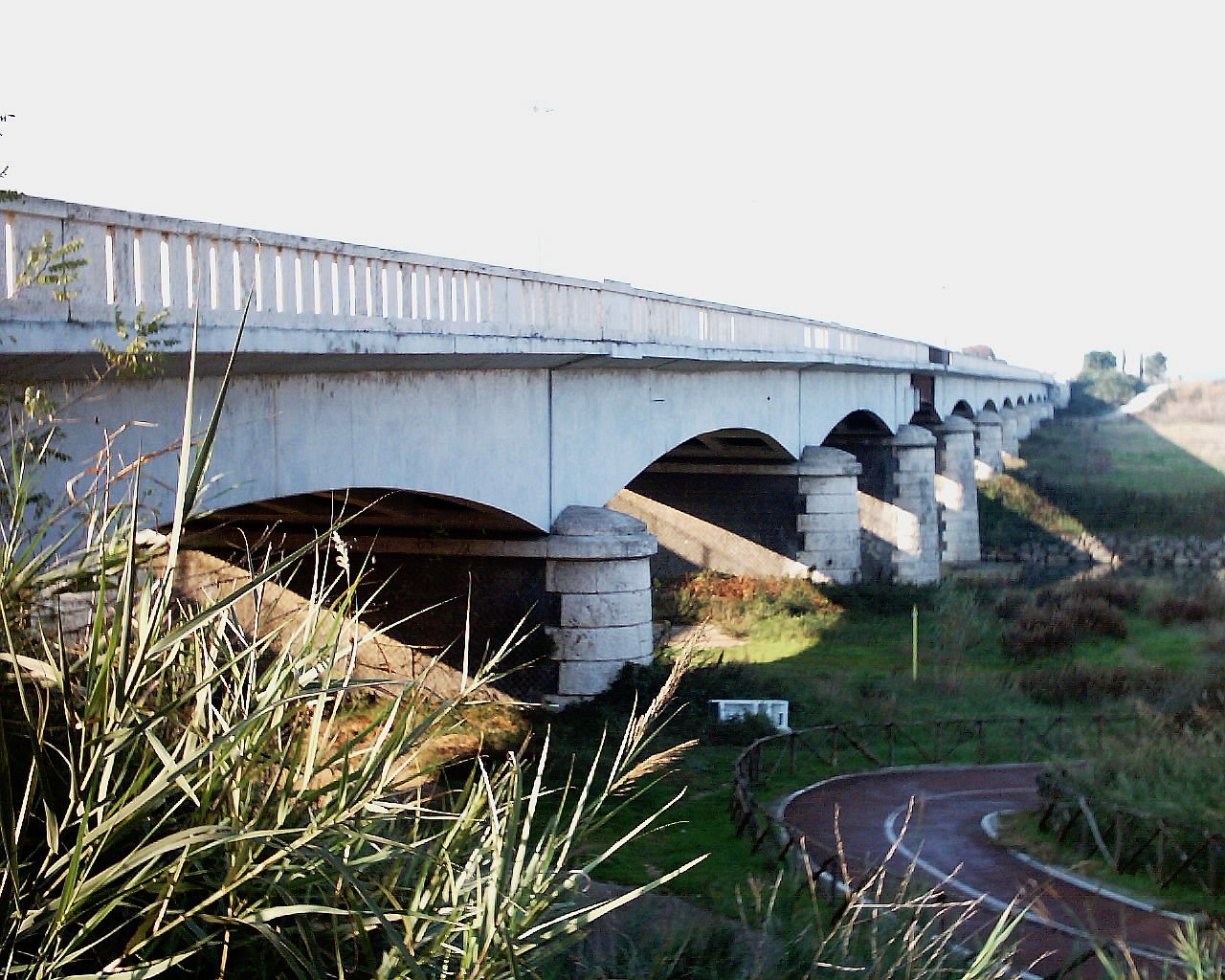
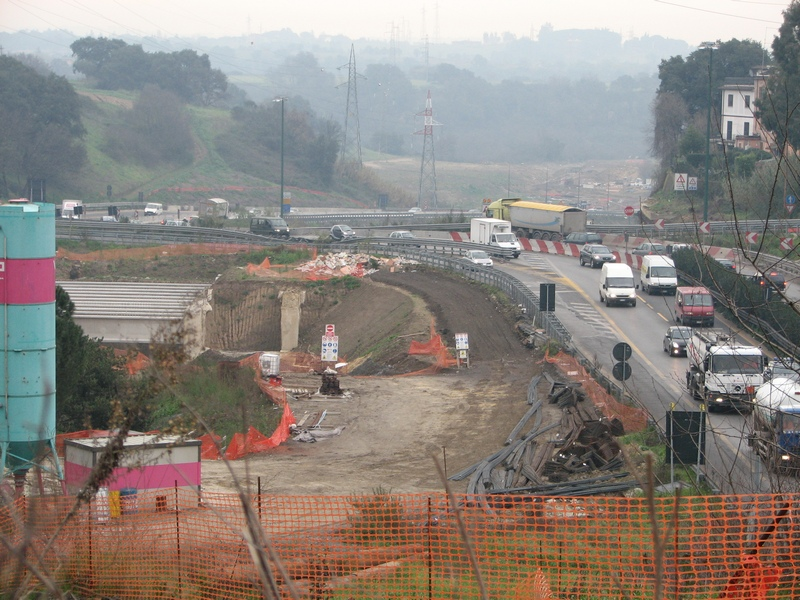
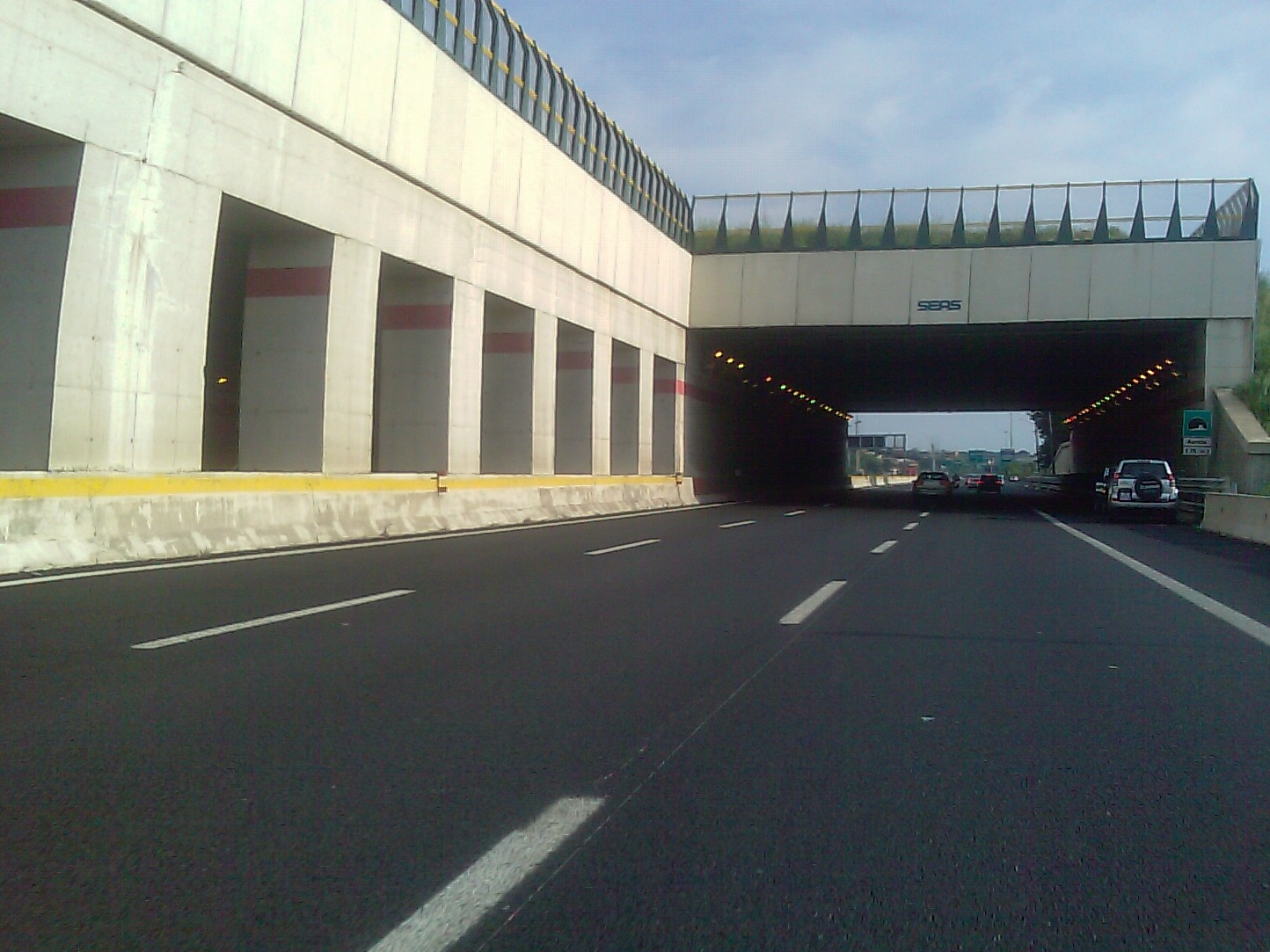
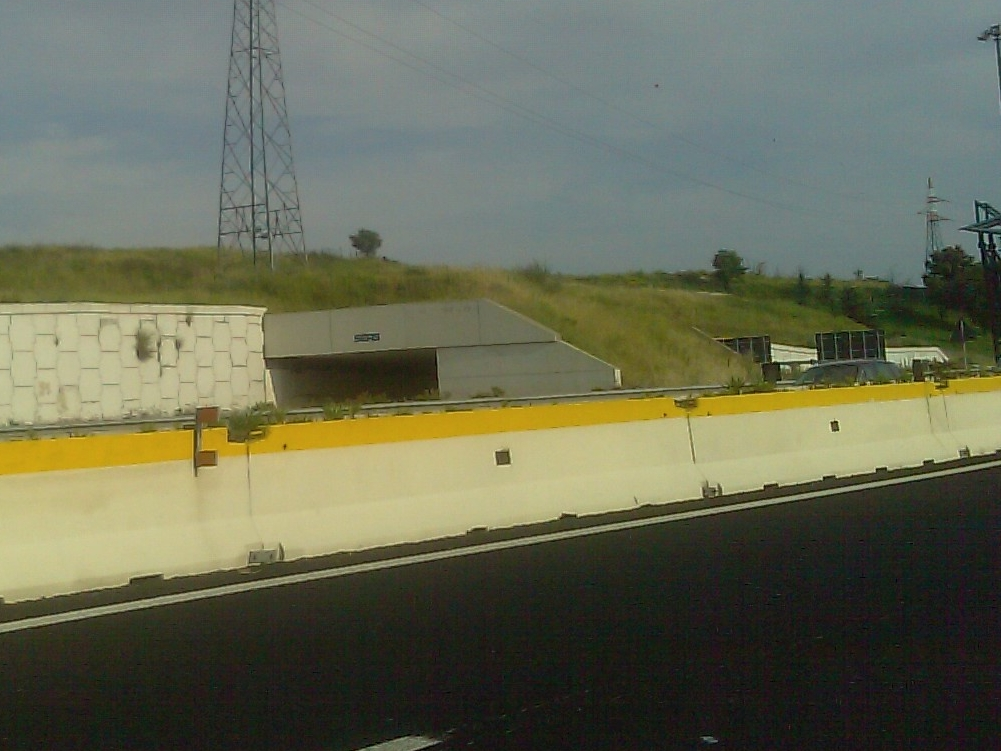
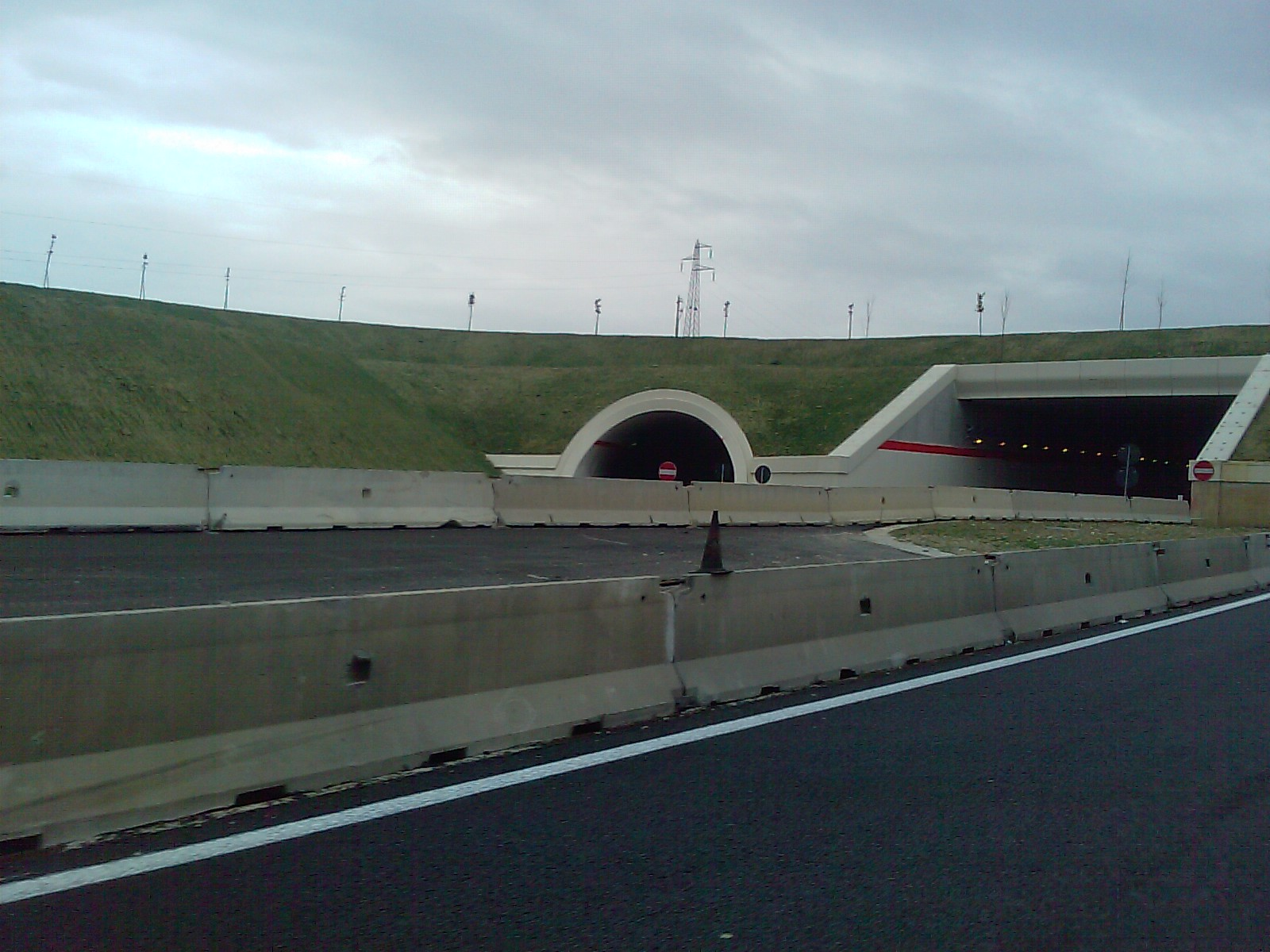
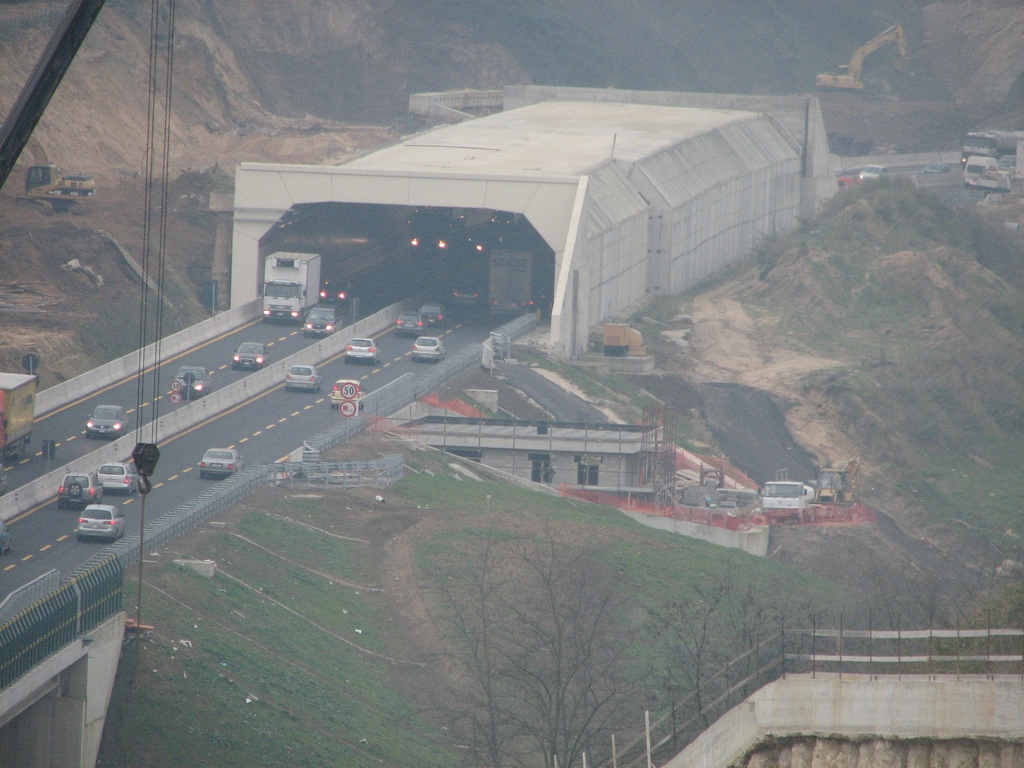
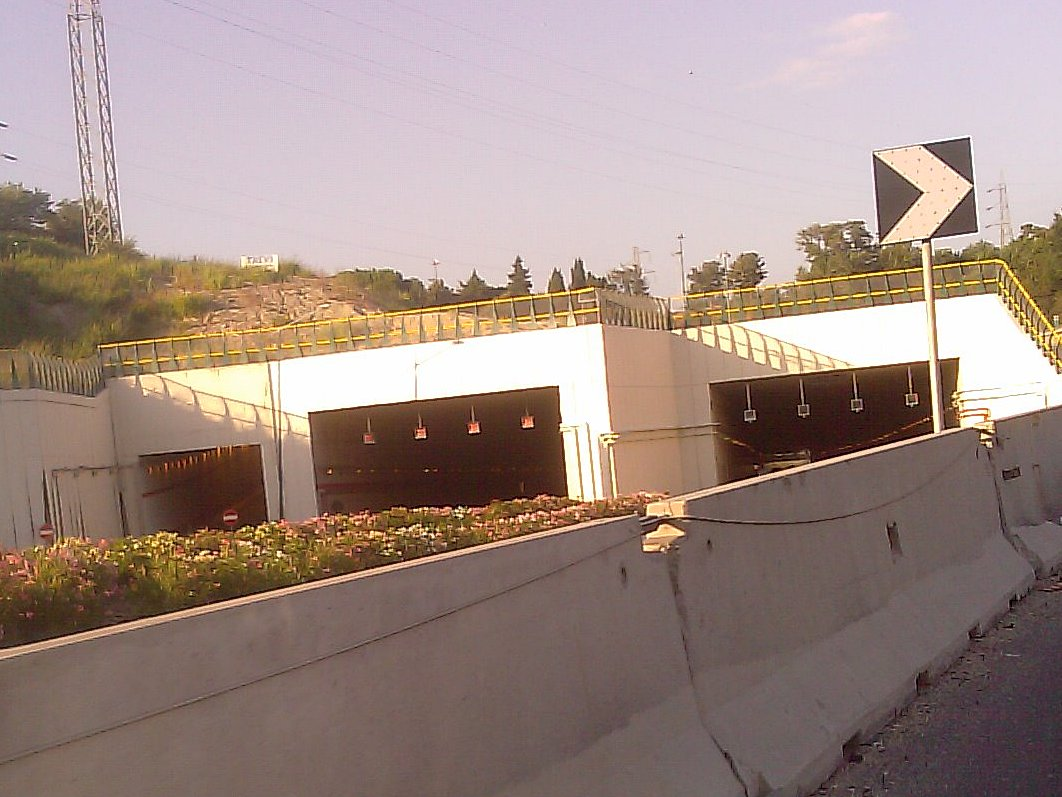